# Виноградов, Георгий Семёнович
Гео́ргий Семёнович Виногра́дов (10 (22) апреля 1886 года, с. Тулун, Иркутская губерния, Российская империя — 17 июля 1945 года, Ленинград, СССР) — советский филолог, фольклорист, этнограф, доктор филологических наук, профессор.

## Биография
Родился Георгий Семёнович 22 апреля 1886 года в селе Тулуне Иркутской губернии, в многодетной семье крестьянина, отец его был ямщиком. Георгий Виноградов учился в общеобразовательных классах Иркутской духовной семинарии в 1902—1906 годах. Георгий Семёнович был студентом педагогических курсов Фрёбелевского общества в Петербурге (1911—1913). Под влиянием Б. Э. Петри Виноградов увлёкся этнографией. В Музее антропологии и этнографии Академии наук он слушал лекции по народоведению, которые читали Бернгард Эдуардович Петри, Лев Яковлевич Штернберг, Ян Чекановский для сибирского студенческого научного кружка с 1912 по 1913 годы. В городе Чите работал преподавателем русского языка и литературы в женской гимназии в 1915—1917 годах, позже в городе Тулуне Иркутской области в Высшем начальном училище. Георгий Виноградов с 1918 по 1920 годы обучался в Иркутском государственном университете на историко-филологическом факультете, после чего был оставлен профессорским стипендиатом. С 1920 года Г. С. Виноградов был заведующим отделом Иркутского музея народоведения. Георгий Семёнович защитил сочинение о быте сектантов в Сибири в 1922 году и был избран доцентом педагогического факультета Иркутского государственного университета. Георгий Семёнович Виноградов руководил студенческими этнографическими экспедициями.
Г. С. Виноградов сотрудничал с местными отделами Русского географического общества и другими научными обществами. Благодаря советам учёного-этнографа М. Н. Хангалова он стал изучать детский фольклор и игры ангинских бурят Забайкалья и Даурии, появилось его первое исследование «К изучению народных игр у бурят». Изучая детский фольклор, Георгий Виноградов собрал много игровых прелюдий: считалки, молчанки, голосянки, дразнилки, жеребьёвки, детские игры, детскую сатирическую лирику и т. п.
В 1923—1929 годах был редактором журнала «Сибирской живой старины». С 1925 по 1930 годы Георгий Семёнович работал профессором кафедры этнографии Иркутского государственного университета. Георгий Виноградов переехал в Ленинград и с 1934 года работал в системе Академии наук СССР, вёл обработку архивных материалов в Пушкинском доме. Своим главным делом Г. С. Виноградов считал завершение 4-томного сочинения «Судеб славянского племени в Сибири», но задуманная работа в нескольких томах, не была напечатана и в рукописном виде погибла в 1942 году в Павловске во время бомбёжки. Георгий Семёнович Виноградов писал М. К. Азадовскому:

…ни в Ленинграде, ни в Павловске у меня не сохранилось ничего. …Все книги, все бумажонки с записями, все работы – все, что делалось 29 лет, все погибло. Что это значит, Вы прекрасно понимаете.
Это событие повлияло на здоровье Георгия Семёновича Виноградова, в тяжёлом почти бессознательном состоянии был эвакуирован в Углич, потом в Алма-Ату. 30 мая 1945 года он вернулся в Ленинград, где и прожил учёный последние дни своей короткой жизни.
Скончался 17 июля 1945 года в городе Ленинграде, похоронен на Шуваловском кладбище.

### Память
Памяти учёного, Виноградова Георгия Семёновича, посвящены «Всероссийские Виноградовские чтения», которые проходят в разных городах России: Ленинграде (1987, 1988), Москве (1989), Новосибирске (1990), Челябинске (1991), Иркутске (1992), Екатеринбурге (1993), Вологде (1994), Петрозаводске (1995), Ульяновске (1998) и др. Избранные труды профессора Виноградова Г. С. переизданы Институтом этнологии и антропологии Российской академии наук в серии «Этнографическая библиотека».
В 2001 году Тулунской центральной районной библиотеке было присвоено имя Георгия Семёновича Виноградова. На здании Центральной библиотеки в посёлке Центральные мастерские в апреле 2015 года состоялось торжественное открытие мемориальной доски им. Г. С. Виноградова.

## Заслуги
- Золотая медаль Географического общества (1927)[1].
- Серебряная медаль Географического общества (1915)[1].
- Доктор филологических наук.
- Профессор.

## Сфера научных интересов
- История и этнография русского народа.
- История и этнография народов Сибири, Крайнего Севера и Дальнего Востока.
- Этнография детства; фольклористика.

## Членство в организациях
- Член-сотрудник ИРГО по отделению этнографии в СПб (1915).
- Действительный член и член этнографической секции Восточно-Сибирского отдела РГО (1920).

## Основные публикации
- Поверья и обряды крестьян-сибиряков // Сибирский архив. Минусинск, 1915. № 3. С. 111—122.
- Самоврачевание и скотолечение у русского старожильческого населения Сибири // ЖС. 1915. Вып. 4. С. 325—432.
- Материалы для народного календаря русского старожильческого населения Сибири // Записки Тулунского отделения Общества изучения Сибири и улучшения ее быта. Иркутск, 1918. Кн. 1.
- Родиноведение в школе // Вестник просвещения. Чита, 1921. № 1. С. 25—35; № 5/7. С. 63—78.
- К изучению народной медицины у русского населения Сибири. Инструкция и программа. Иркутск, 1923.
- Смерть и загробная жизнь в воззрениях русского старожильческого населения // Сборник трудов профессоров и преподавателей Иркутского университета. 1923. Вып. 3. Науки гуманитарные. С. 261—345.
- Этнография и современность // Сибирская живая старина. 1923. Вып. 1. С. 3—21.
- Детский народный календарь (Из очерков по детской этнографии) // Сибирская живая старина. 1924. Вып. 2. С. 55—86.
- Детские тайные языки // Сибирская живая старина. 1926. Вып. 6. С. 87—112.
- Детский фольклор в школьном курсе словесности // Родной язык в школе. 1927. № 2. С. 52—66; № 3. С. 84—97.
- Детский фольклор и быт: Программа наблюдений. Иркутск, 1925. 84 с.
- Русский детский фольклор. Иркутск, 1930. Кн. 1.
- Медведь в воззрениях старожильческого населения Сибири (совместно с А.М. Поповой) // СЭ. 1936. № 3. С. 78—83.
- Этнография в кругу научных интересов Н. Г. Чернышевского // СЭ. 1940. № 3. С. 35—55.